# 曹东庄站
曹东庄站位于河北省秦皇岛市抚宁区茶棚乡曹东庄村，是津山铁路的一个铁路车站，建于1982年，于1984年6月开通运营，距南仓站235公里，距山海关站68公里，现为四等站，由北京铁路局秦皇岛车务段管辖，邮政编码为066304。客运：不办理旅客乘降；不办理行李、包裹托运。货运：办理整车、零担货物发到。